# Trem Azul de Josip Broz Tito
O Trem Azul de Tito (em sérvio: Плави воз; romaniz.: Plavi voz; em croata: Plavi vlak; em esloveno: Modri vlak; em macedônio/macedónio: Синиот воз; romaniz.: Siniot voz) é o nome popular  do antigo trem de luxo estatal do marechal iugoslavo Josip Broz Tito, presidente da ex-Iugoslávia.  Mais de 60 estadistas e líderes mundiais viajaram no trem azul durante seu serviço. Parte do material circulante sobrevivente é agora operado como atração turística no percurso de 476km da Ferrovia Belgrado-Bar, entre Belgrado, capital da Sérvia, e Bar, uma cidade costeira em Montenegro.  

## Era Tito

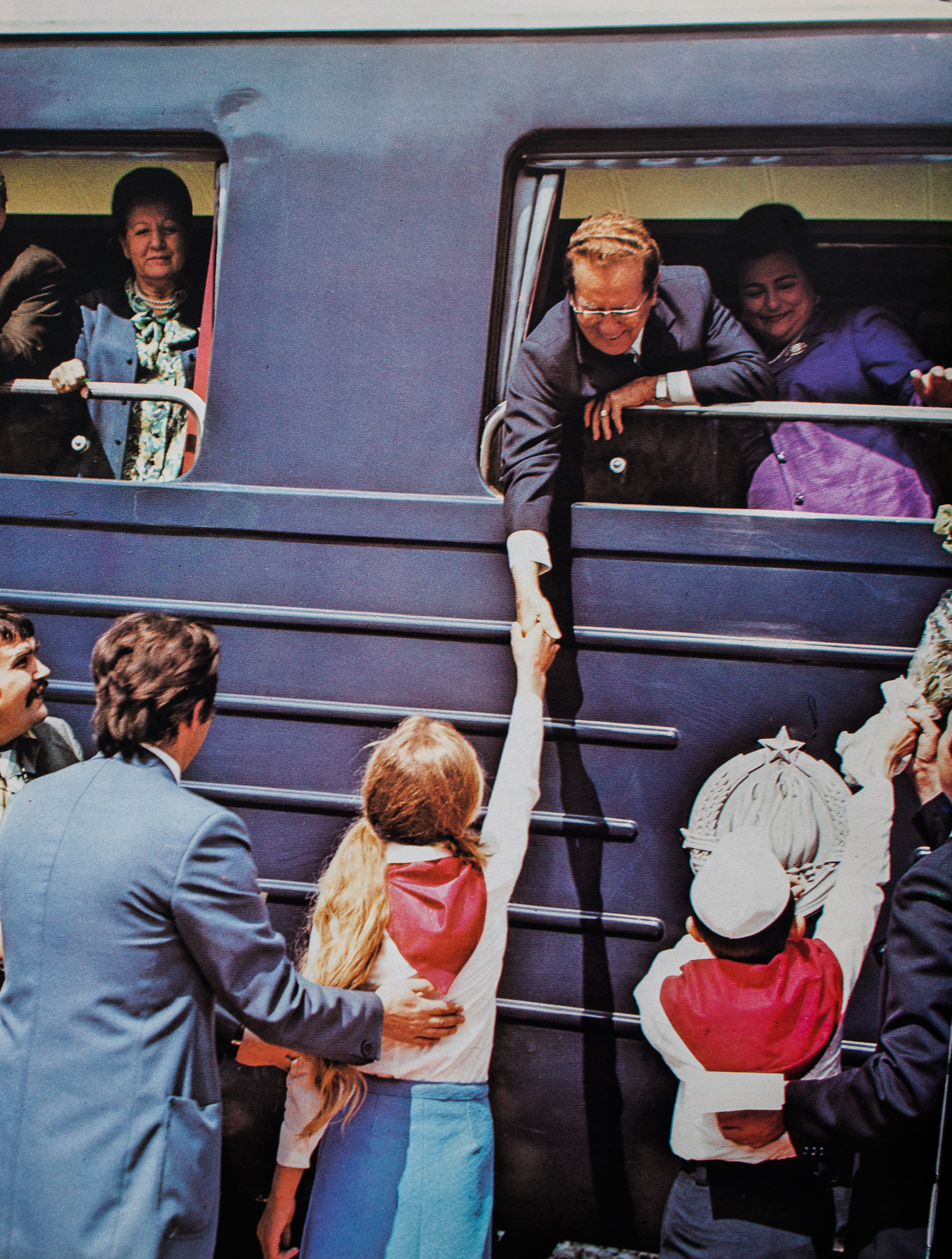
Tito e sua esposa Jovanka, a bordo do trem Azul durante a inauguração da ferrovia Belgrado-Bar

Oficialmente, um trem estatal foi usado pela primeira vez por Tito em 1946. Carruagens de salão pintadas de azul, especialmente feitas para Tito, e locomotivas pintadas de azul foram usadas como veículos a partir de 1956.  As fábricas de construção de vagões GOŠA em Smederevska Palanka e Boris Kidrič em Maribor foram contratadas para construir os vagões. Madeiras nobres (mogno, nogueira e cerejeira)  foram usadas no interior, completas com características de design de interiores Art Déco. Além do vagão-salão de Tito com seu armário, a composição também contava com um vagão-restaurante, além de um veículo de transporte coberto. A estação operacional do Plavi voz era e é a estação Topčider, no importante bairro de Dedinje, não muito longe da residência de Tito em Belgrado. Tito viajou mais de 600,000 quilômetros (372,823 mi) no Trem Azul, viajando nos trilhos através da Iugoslávia, mas também fora dela para: França, Polônia, Áustria, Hungria, Romênia, Bulgária, Grécia e URSS.  Também foi usado para levar Tito e sua esposa às ilhas Brijuni, na Croácia, durante o verão, e para sediar reuniões com importantes dignitários estrangeiros.  Entre aqueles que viajaram no trem como convidados de Tito estavam Haile Selassie,  François Mitterrand, Yasser Arafat, Jawaharlal Nehru, Sukarno e, em outubro de 1972, a Rainha Elizabeth II.  Após a morte de Tito, o trem transportou seu caixão de Liubliana para Belgrado. 

## Composições
O Trem Azul tem um salão formal com sala de jantar, três vagões-salão com apartamentos, uma cozinha, um restaurante e um vagão de bagagem fechado especial para transporte de carros. Possui um total de 92 vagas, e a capacidade total dos vagões-leito é de 90 camas. O interior do trem é feito principalmente de madeira. Foram utilizados mogno, pêra e nogueira, e os salões e corredores foram decorados com incrustações. 

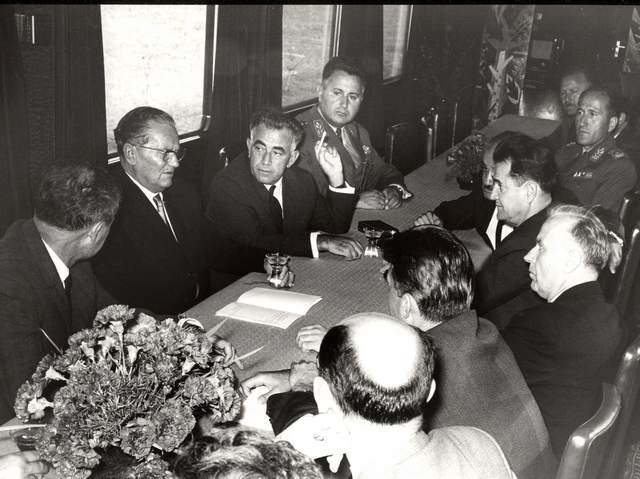
O vagão de conferência do Trem Azul de Tito.

### Restaurante Kola (série WR, 88-69)

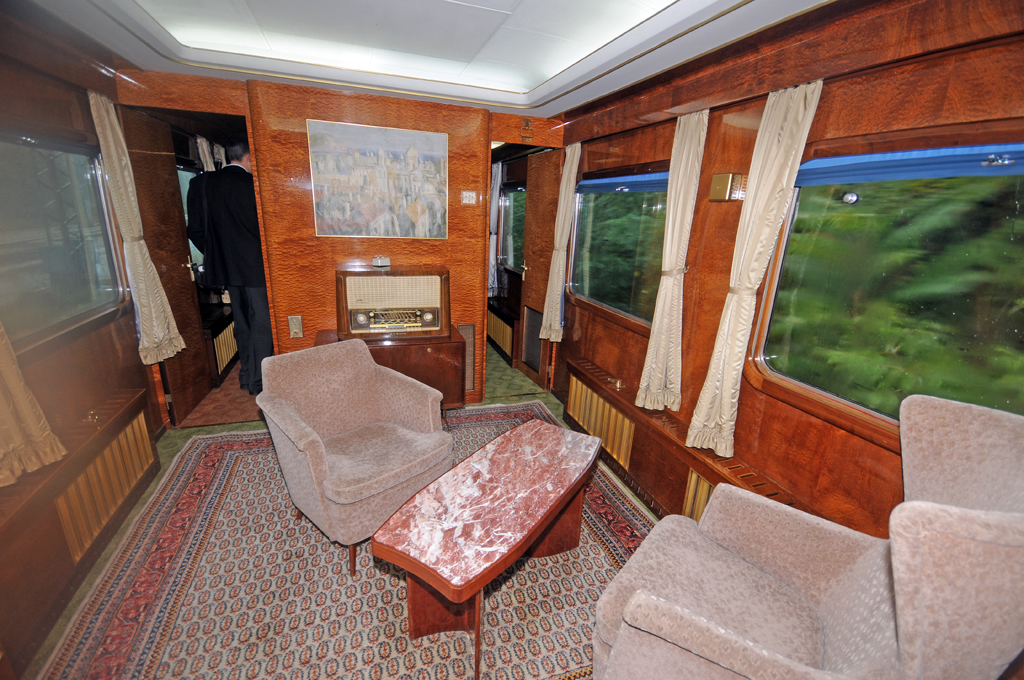
O lounge no Trem Azul de Tito.

Este vagão é composto por uma sala de jantar com 28 lugares, um salão com 8 lugares, um bar e uma cozinha. A velocidade máxima do trânsito é de 140 km/h. Modo de troca "NO"; como resultado, a unidade pode viajar somente no conjunto de trem Azul. Os carros têm sistema de som (interno, que é de dois canais, e externo) e instalações telefônicas. O carro é aquecido a vapor. 

### Apartamentos Salon (série Salon, 89-69)

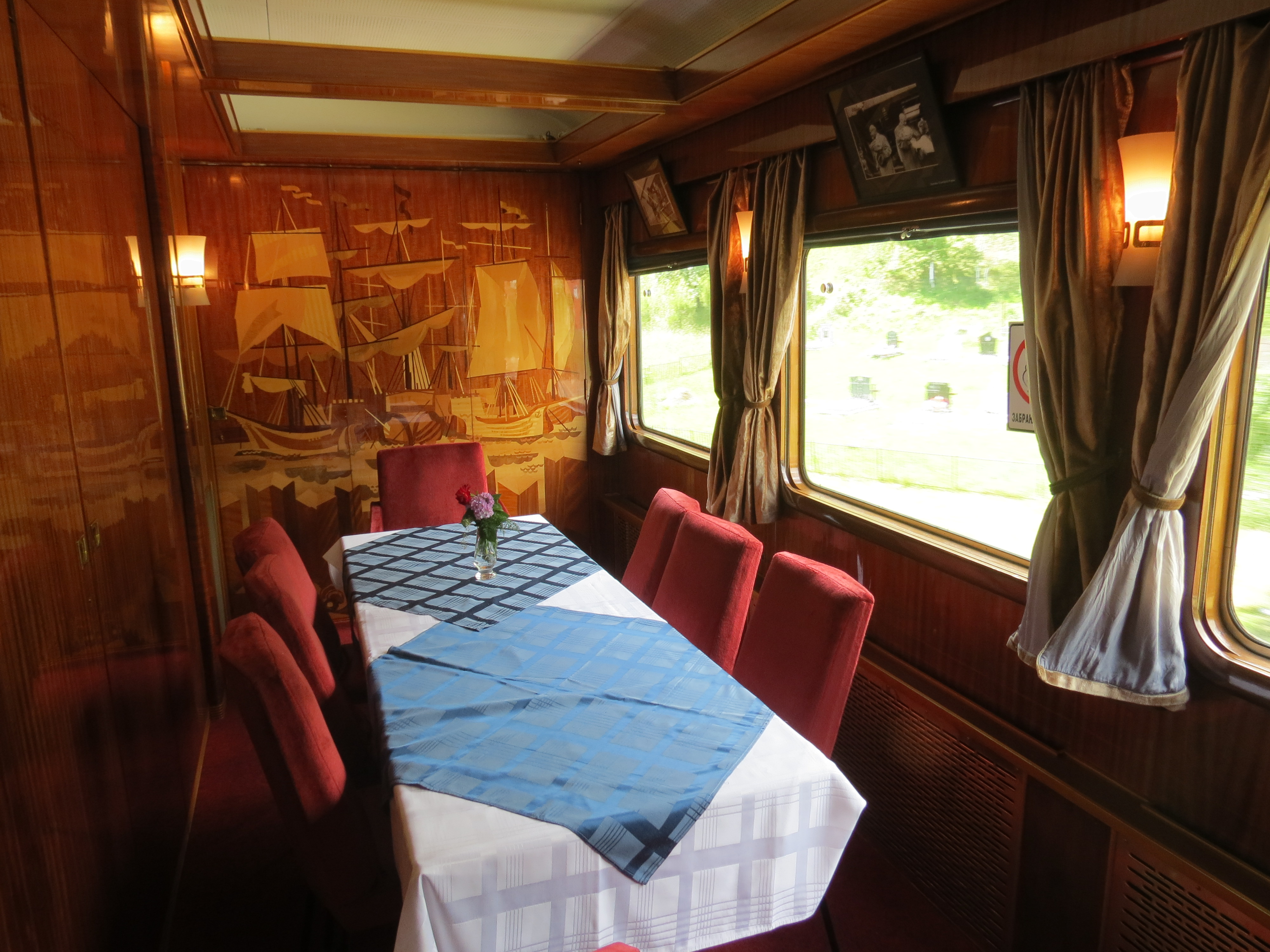
Carro de salão com 8 lugares e mesa de conferência

A primeira rodada foi o salão - apartamento de Josip Broz. São climatizadas e compostas por duas suites com uma cama cada, um escritório, uma casa de banho, uma sala de estar, duas poltronas e um roupeiro com um “anexo” com paredes forradas a papel de parede de seda usado pela “companheira” do presidente.  Os outros carros têm duas camas de luxo e quatro camas de casal, um escritório, um banheiro, uma sala de estar para oito pessoas e uma cozinha compacta. Eles têm ar condicionado. A velocidade máxima desses carros é 140 km/h (87 mph) . Modo de troca "NO". Eles só podem viajar no trem azul.  Os carros têm sistema de som (interno, que é de dois canais, e externo) e instalações telefônicas, além de aquecimento a vapor.

### Salão formal - sala de jantar (série Salon, 89-69)
Esses carros de passeio têm ar condicionado. O salão de banquetes tem capacidade para 28 lugares, enquanto a área do lounge conta com 10 poltronas. Os carros são equipados com um sistema de som de canal completo e um projetor de cinema. A velocidade máxima do carro é 140 km/h (87 mph) . Modo de troca "NO". Eles só podem viajar no trem Azul. Os carros também contam com instalações telefônicas. O carro é aquecido a vapor.

### Kola - cozinha (série SK, 88-69)
Os vagões da série SK são vagões de cozinha e devem ser acoplados aos vagões de energia do Trem Azul. A capacidade de preparação de refeições é de 300 refeições. Eles só podem viajar no trem Azul. O circuito é alimentado por eletricidade de 3 x 300 volts, 50 Hz, e aquecido por vapor. Os carros são equipados com instalações telefônicas e de sistema de som (interno, que é de dois canais, e externo). A velocidade máxima do trânsito é 140 km/h (87 mph). Modo de troca "NO". 

### Vagões para transporte de carros (série MD, 98-30)
Os vagões da série MD são vagões de bagagem fechados de um andar para transporte de carros. Eles são equipados com dispositivos para lavar o carro durante a viagem. Pode viajar em trens regulares. A capacidade do carro MD é de 4 carros. A altura máxima permitida para os veículos que podem ser carregados é de 1,75 metros.  O carro tem um sistema de aquecimento elétrico direto, aquecimento próprio HAGENUK, duas ou uma cama extra para o acompanhante. A velocidade máxima 140 km/h (87 mph) . Modo de troca "NO".

### Carros de salão (série Salon, 09-80)
A capacidade do carro é de dez camas de casal e uma de solteiro (6 cabines). Eles têm uma área de estar, um banheiro a vácuo, um banheiro na cabine principal e uma cozinha. Os carros são climatizados.  A velocidade máxima desses carros é de 160 km/h. Modo de troca "RIC". Circuito tipo "Z". Posso viajar em trens regulares. Os carros não fazem parte do Trem Azul. Eles têm um gerador a diesel MERCEDES de 56 kW e um dispositivo de aquecimento de carro multi-sistema HAGENUK com a opção de escolher uma fonte de aquecimento: eletricidade, óleo ou vapor. 

### Funcionários
Além do material rodante, a equipe do Serviço Especial de Trens também era necessária para operar o trem especial com eficiência. Era composto por 20 a 32 trabalhadores, com tendência a reduzi-los em função da modernização do trabalho e da transferência de alguns postos de trabalho para a então ŽTO.  

### Locomotivas
As primeiras locomotivas dedicadas ao Trem Azul foram três locomotivas JŽ classe 11 4-8-0 repintadas; uma delas agora está preservada em Belgrado. Eles foram substituídos por três Krauss-Maffei ML 2200 C'C' adquiridos na Alemanha Ocidental.  Eles foram classificados como motores JŽ D66/761 e foram baseados no DB Classe V 200. 
Em 1978, quatro locomotivas Electro-Motive Division EMD JT22CW-2, designadas como série ŽS 666, foram adquiridas pelas Ferrovias Iugoslavas para uso com o trem, daí sua pintura totalmente azul.  Todos os quatro não estão mais operacionais e armazenados, aguardando uma reforma completa. Eles receberam nomes em homenagem às batalhas da Segunda Guerra Mundial:
- 001 - Dinara
- 002 - Kozara
- 003 - Sutjeska
- 004 - Neretva

Locomotivas do Trem Azul de Tito
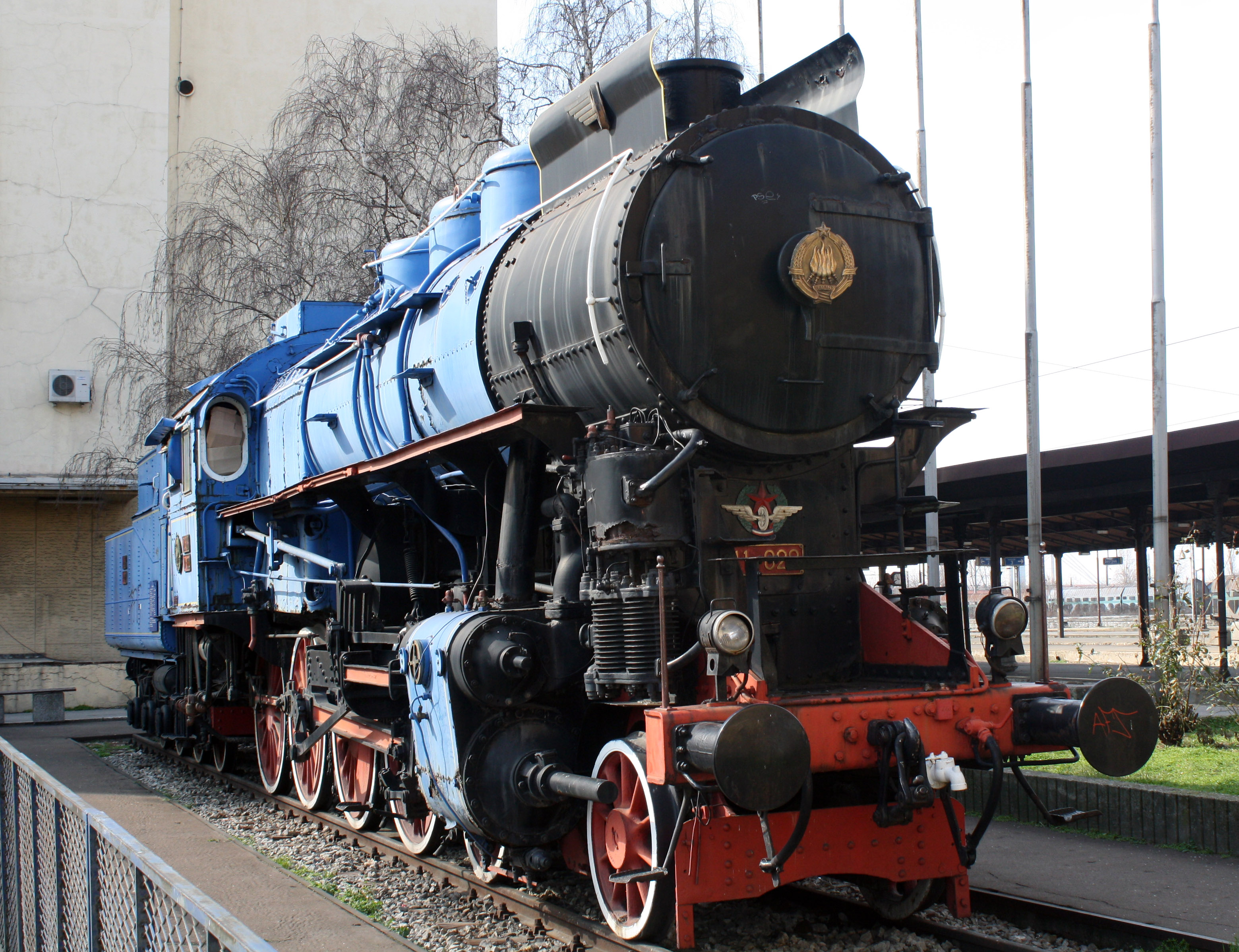
Uma classe JŽ 11 que foi usada no Trem Azul de Tito, em exposição em frente à antiga estação central de Belgrado.
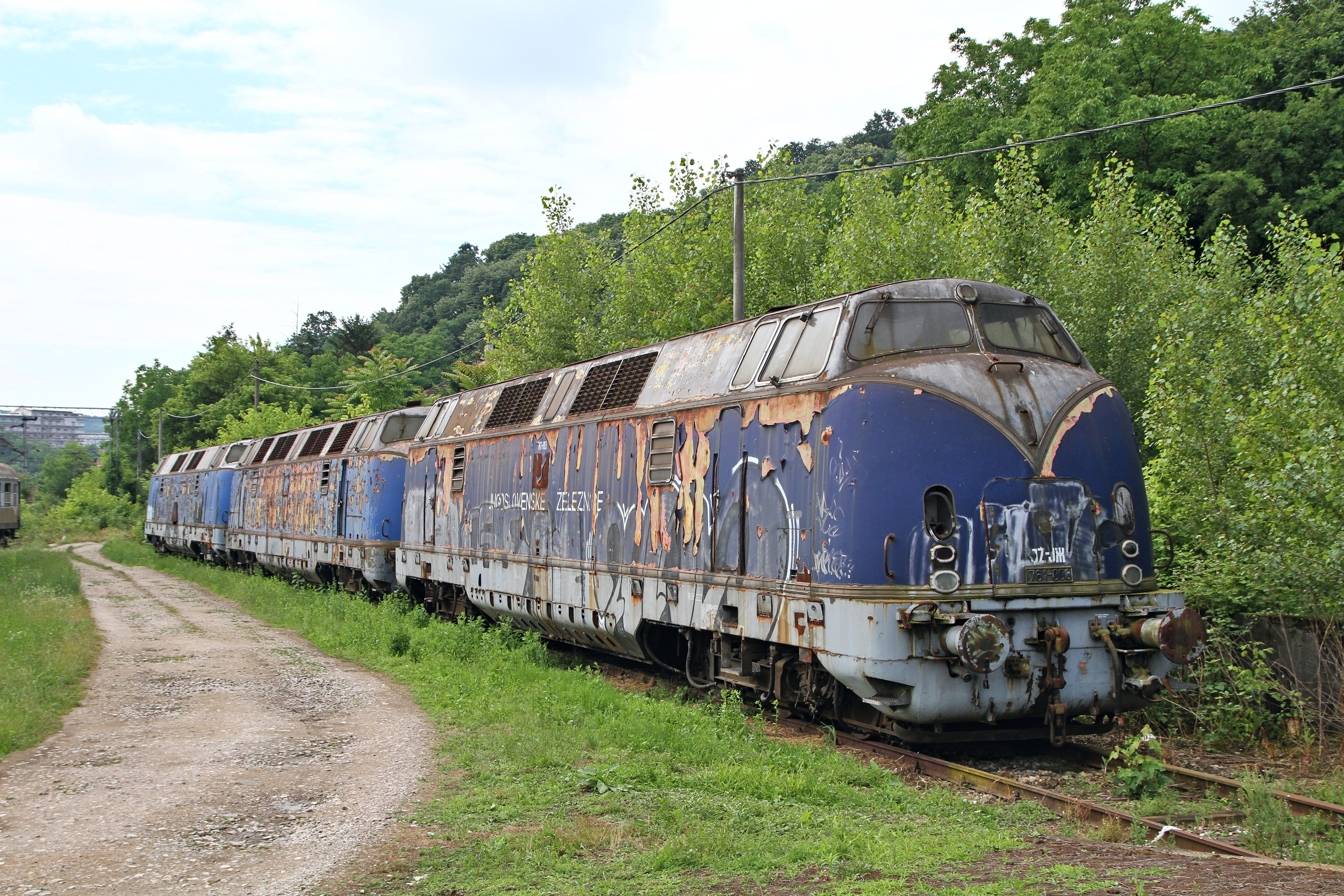
JŽ D66/761s (motores baseados na Classe V 200 da DB) do Trem Azul de Tito.
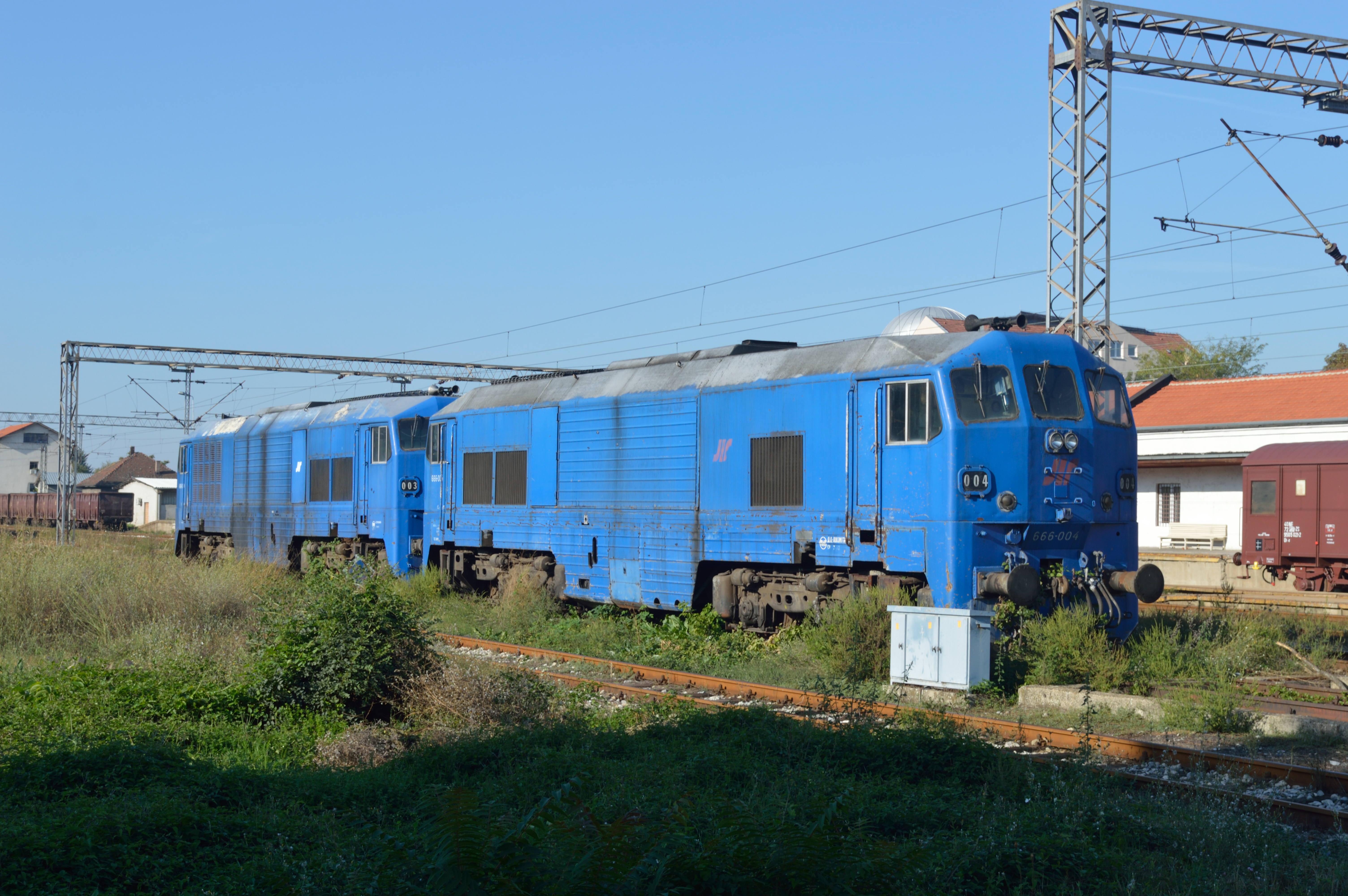
Locomotivas JŽ 666 (EMD JT22CW-2) 666.003 e 666.004.

### Vagão autopropelido

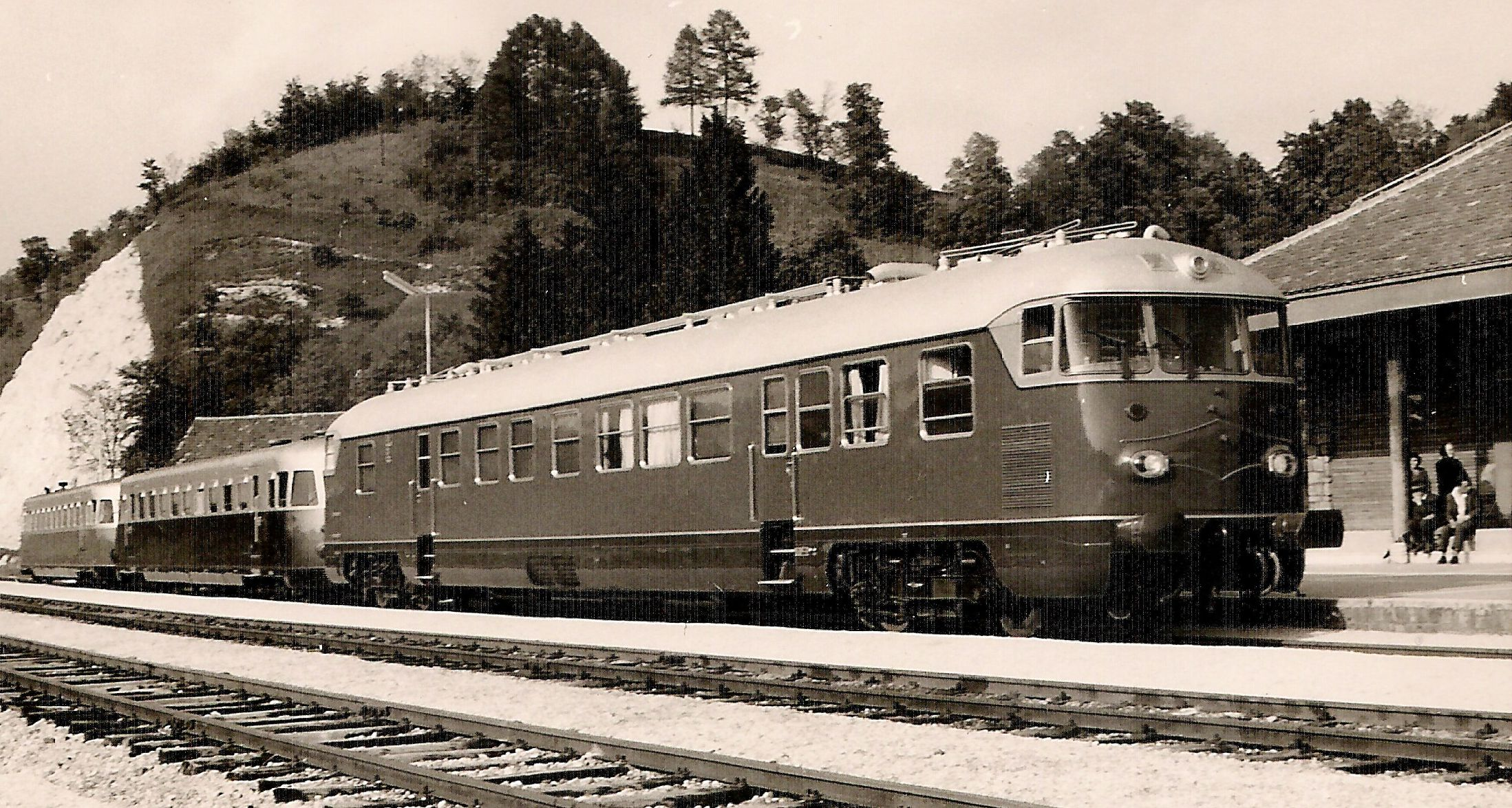
Trem de locomotiva a diesel.

O Trem Azul inclui um sedã motorizado autopropelido e um trailer tipo apartamento com ar condicionado, construído na Alemanha em 1961 e ampliado em 1962 em Maribor.  A capacidade do salão autopropelido é de seis cabines (12 camas de casal); o salão tem uma cozinha, sua própria fonte de aquecimento e a possibilidade de aquecimento elétrico de um gerador a diesel. O trem tem dois motores diesel independentes e desenvolve uma velocidade de 120 km/h. 

## Pós-Tito

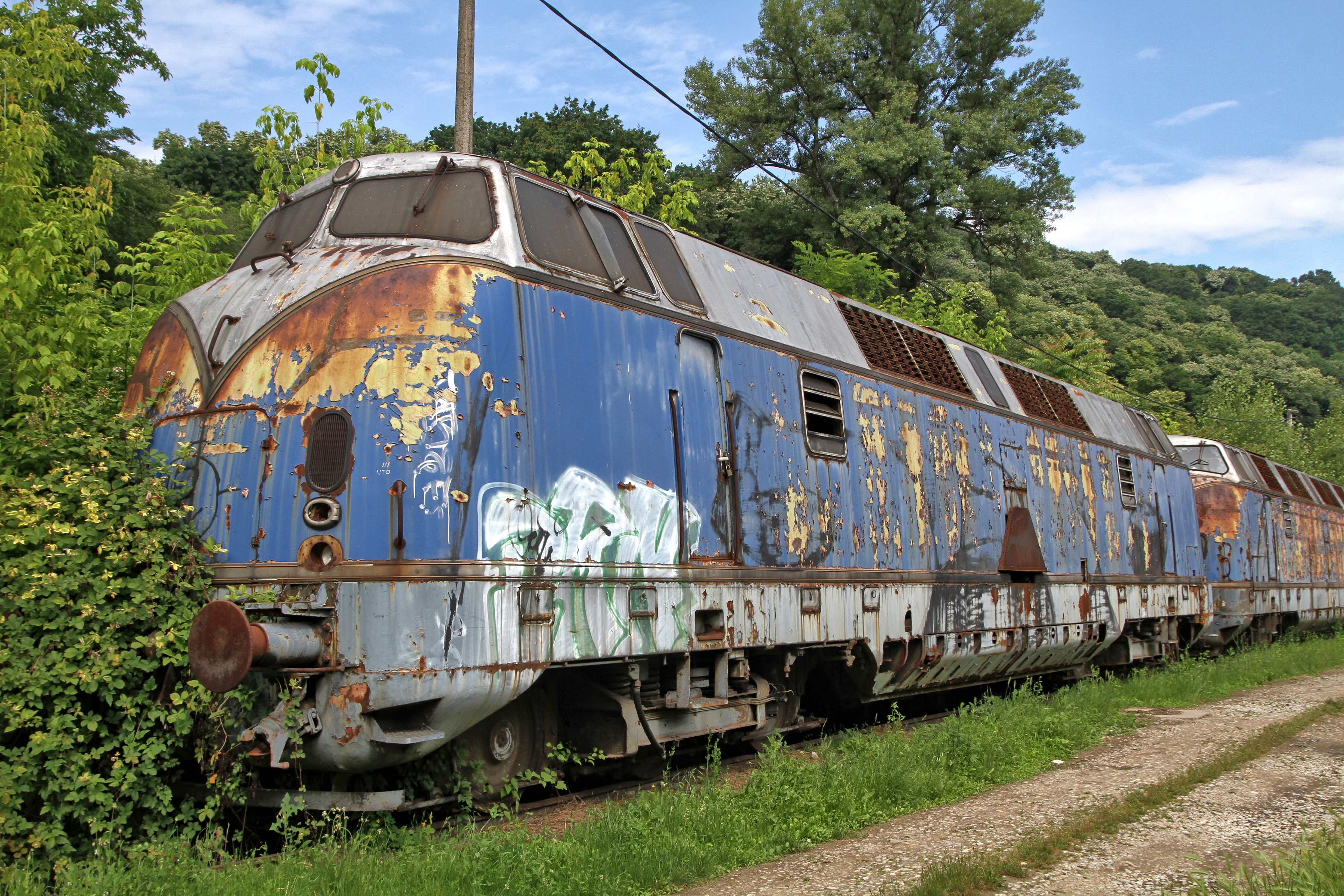
JŽ D66/761 como parece armazenado em Topčider, (2016)

O trem transportou Tito com sua esposa Jovanka pela última vez para transferir o corpo de Tito de Liubliana via Zagreb para Belgrado em 5 de maio de 1980.  Nos dias entre a morte do presidente e o funeral de estado, a mídia iugoslava mostrou multidões de cidadãos ao longo da rota do trem na Eslovênia, Croácia e Sérvia para prestar suas homenagens.
A última excursão oficial de estado do Trem Azul foi realizada sob o comando do presidente Slobodan Milošević durante a celebração do 600º aniversário da Batalha do Kosovo em 28 de junho de 1989, pegando o trem Azul para Gazimestan, onde Milošević fez seu discurso.  Depois disso, o Plavi voz deixou de ser usado como símbolo de um estado e insígnia de poder para eventos públicos oficiais.  Nos anos seguintes, com a desintegração da Iugoslávia, o Trem Azul foi deixado em galpões de desvio no depósito de Topčider, em Belgrado, e as locomotivas foram usadas para transportar trens de carga e de passageiros. Os vagões ficaram sem uso até 2004, quando foram abertos ao público em geral, e turistas nacionais e estrangeiros começaram a visitá-los. Pela primeira vez, as pessoas comuns tiveram a oportunidade de ver por si mesmas o luxo até então inatingível do comboio, que tinha sido utilizado por mais de sessenta estadistas e delegações estatais estrangeiras.  Desde 2007, partes do trem Azul são utilizadas para viagens turísticas.  Desde o final de 2009, uma composição com uma carroça de passeio circula diariamente na linha ferroviária Belgrado-Bar.  Algumas das carruagens e material circulante que não funcionam podem ser visitados mediante o pagamento de uma taxa. 

## Galeria

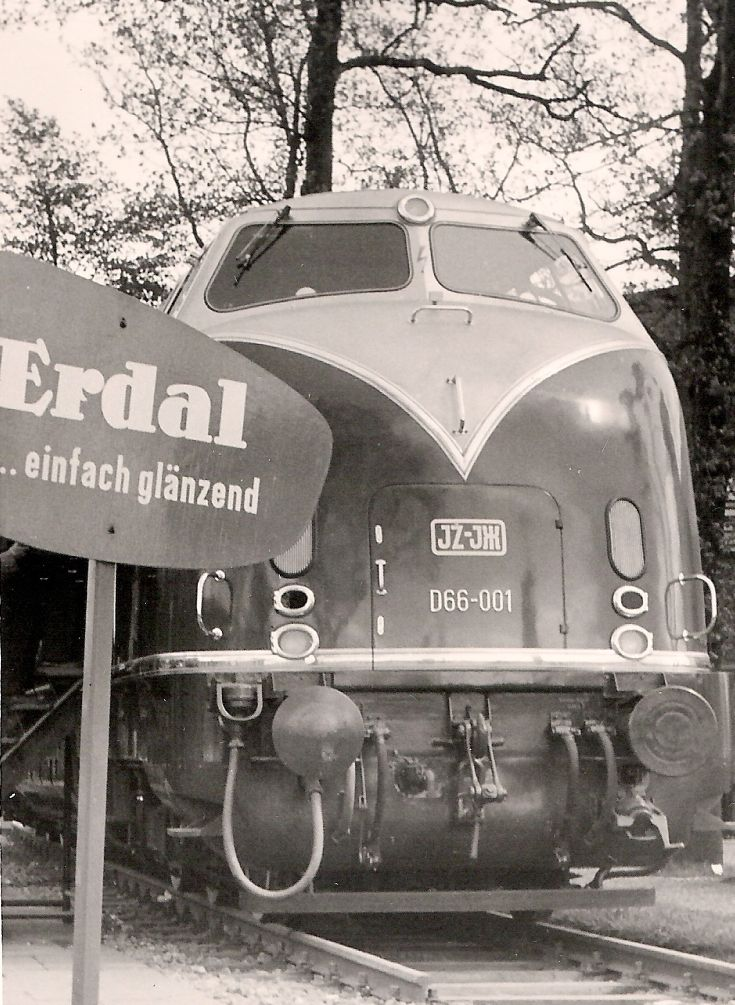
Locomotiva a diesel Krauss-Maffei de seis eixos ML 2200 CC para as Ferrovias Estatais da Iugoslávia, abril de 1957
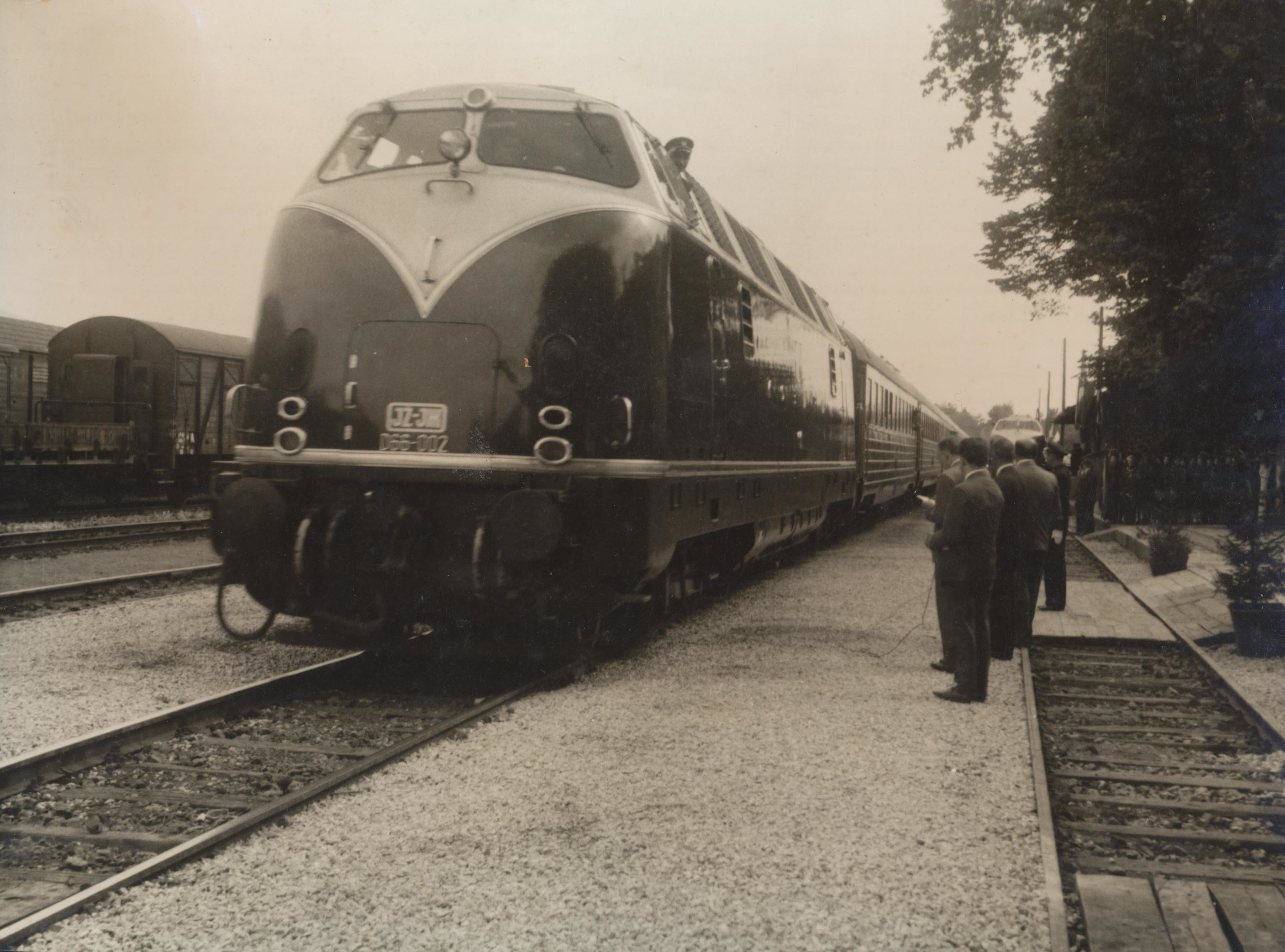
Trem azul em Pirot, 29 de setembro de 1965.
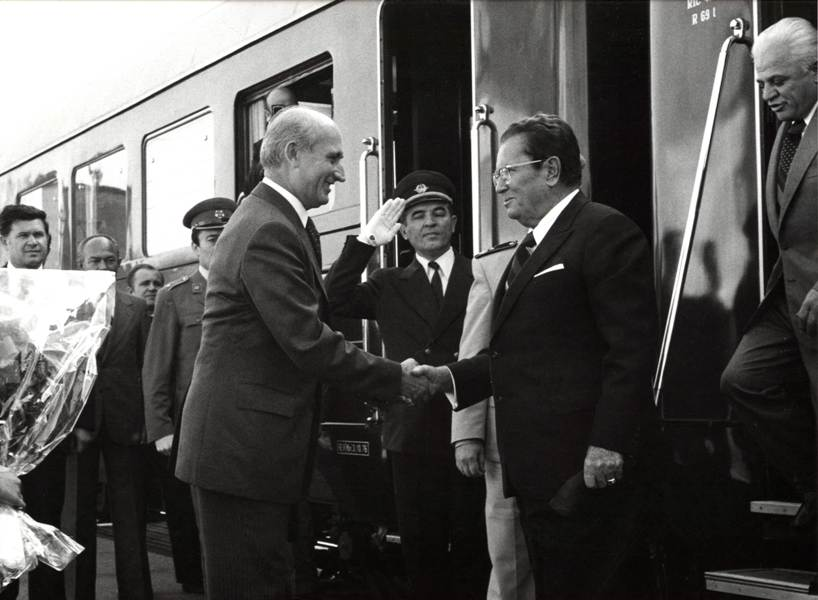
Major Nandor na recepção do Presidente Tito, Šid 30 de setembro de 1977
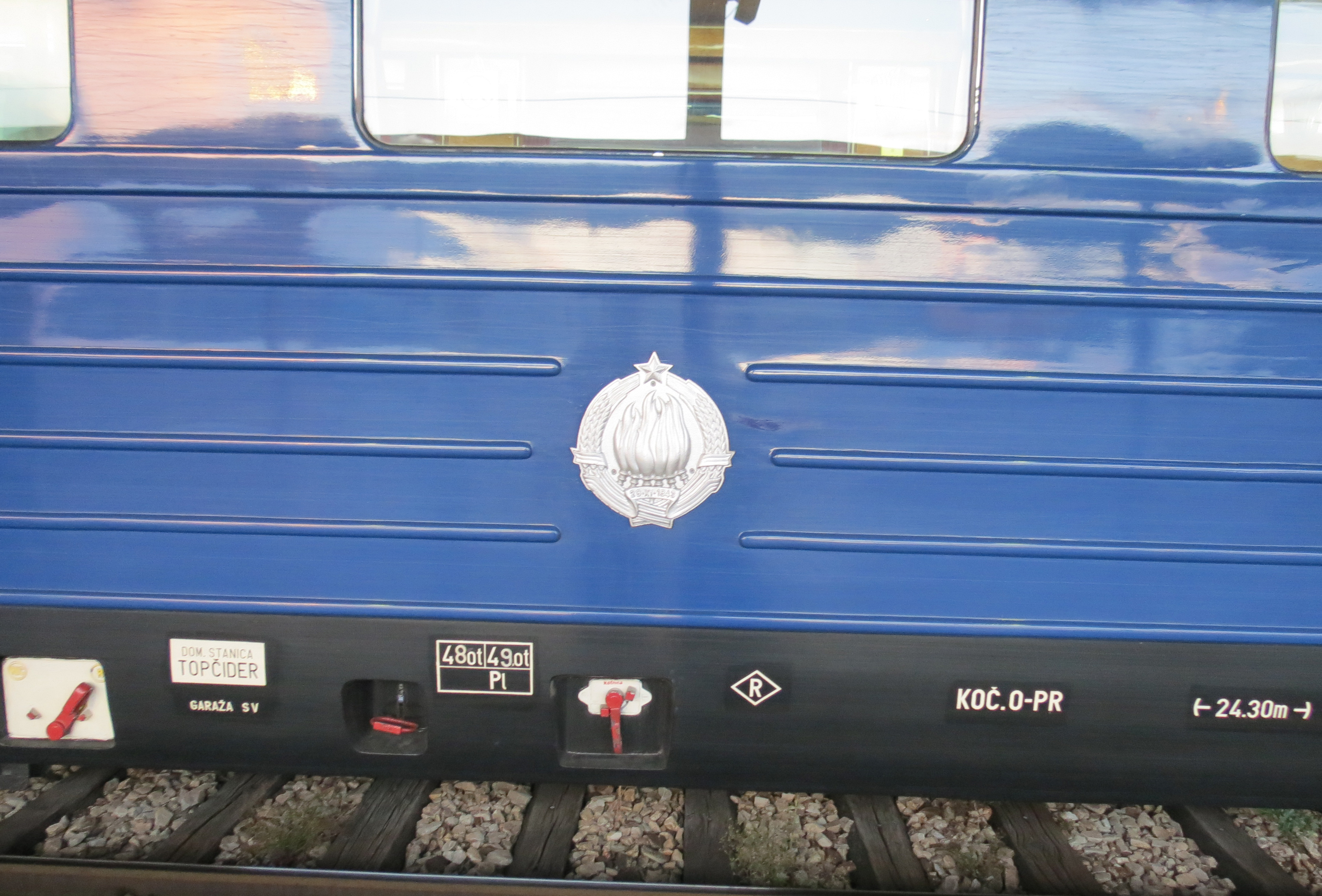
Brasão da RSFI
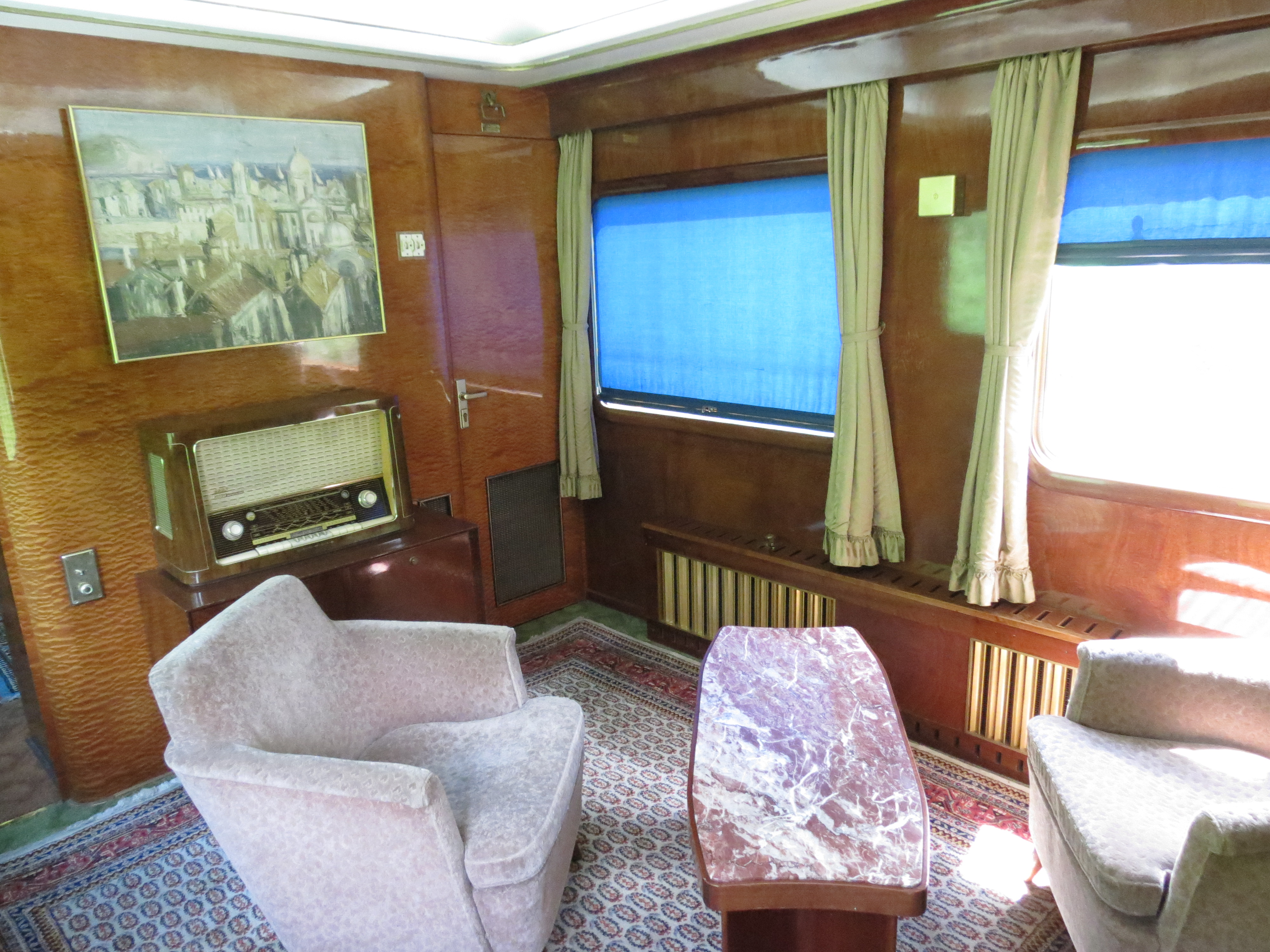
Pequeno salão privado
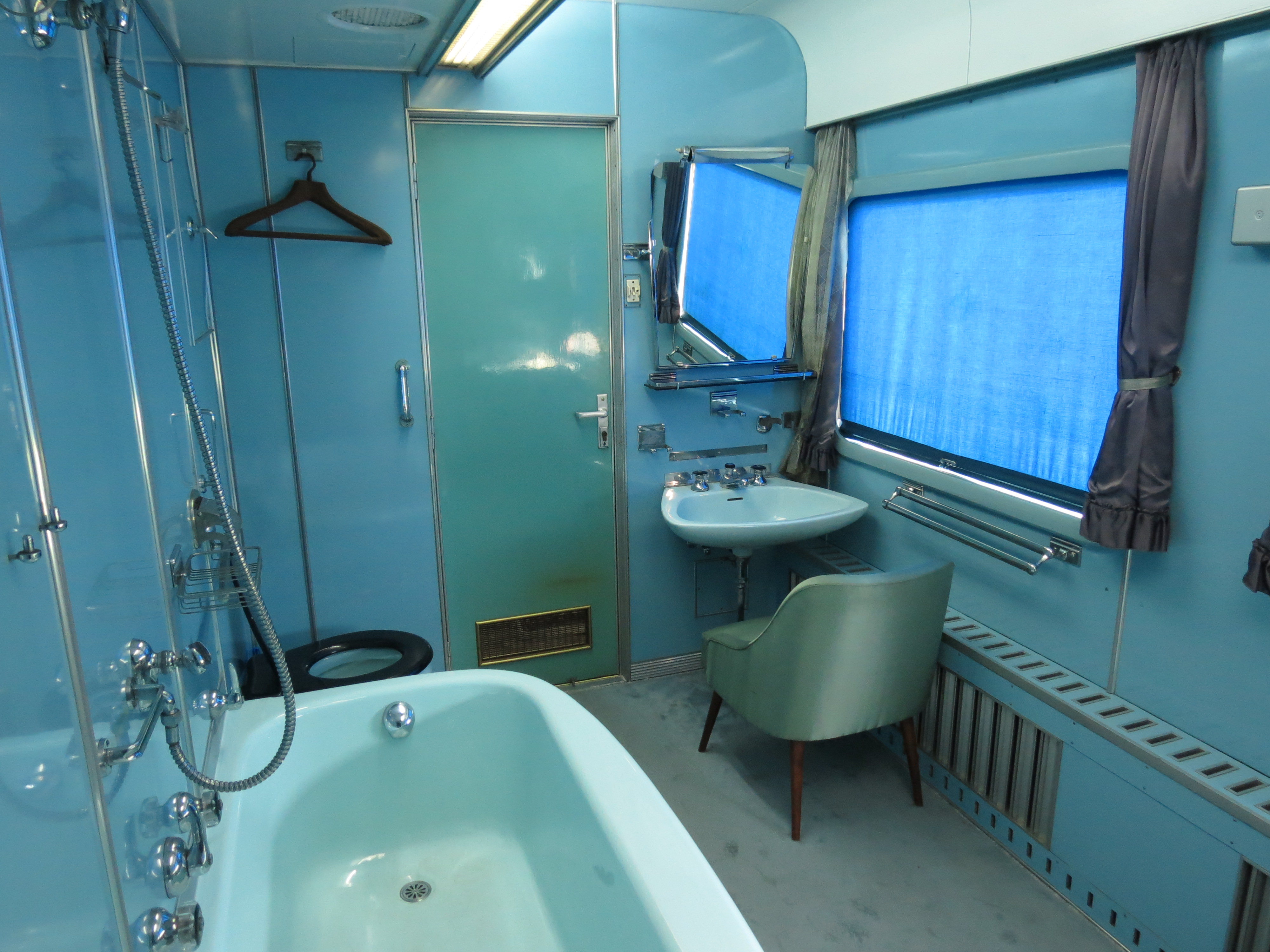
Banheiro
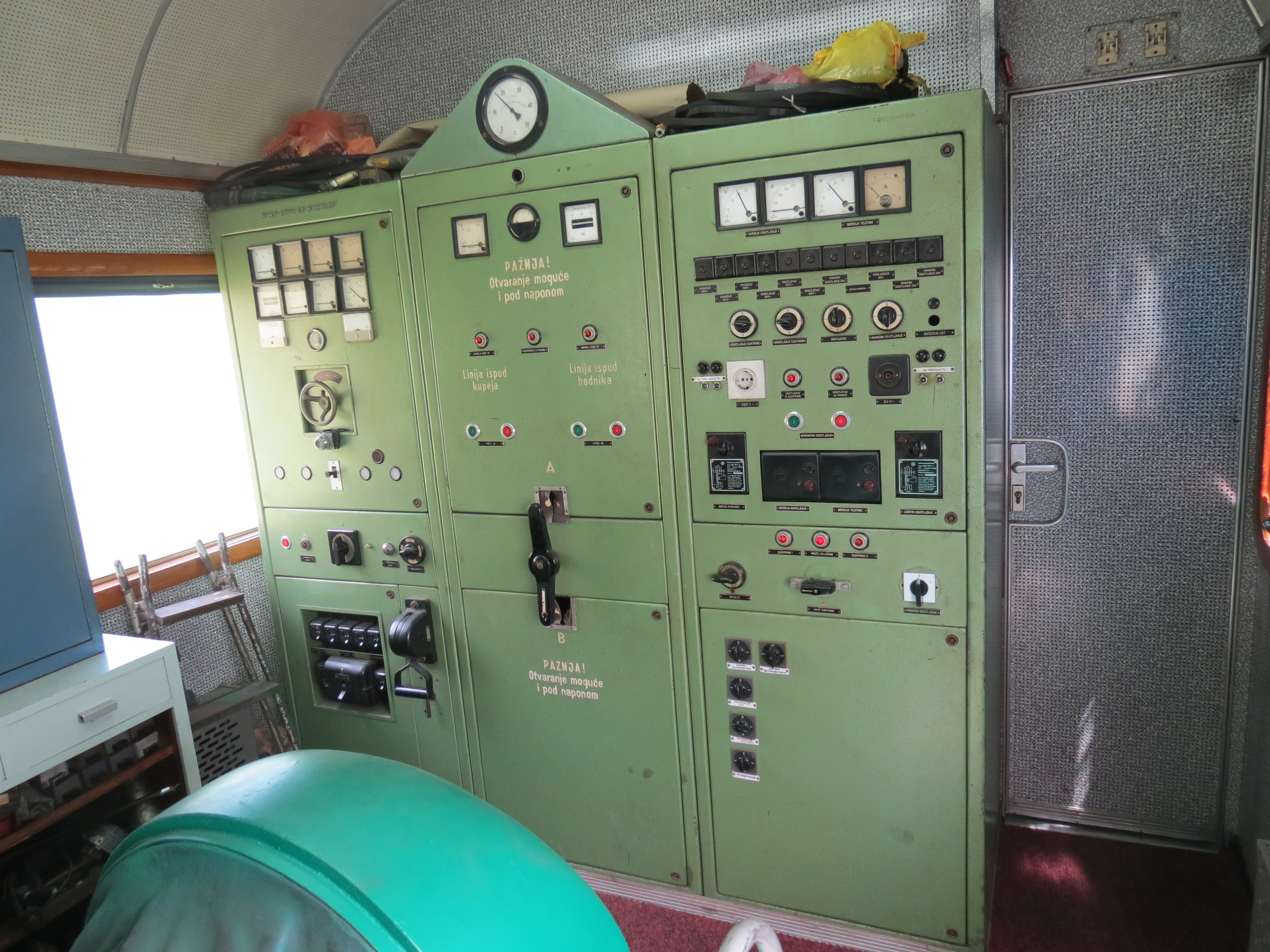
Sala de máquinas
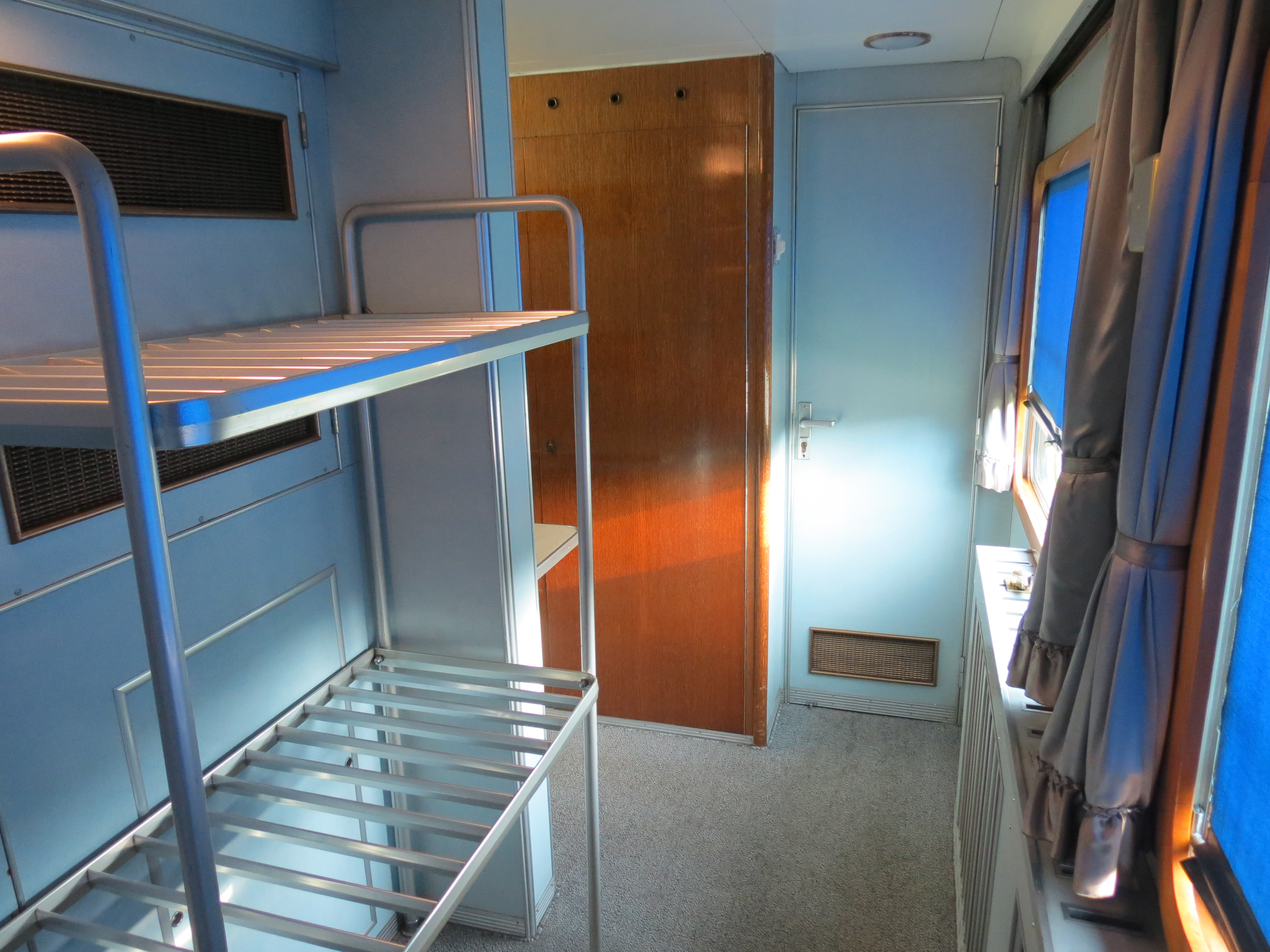
Cabine de armazenamento
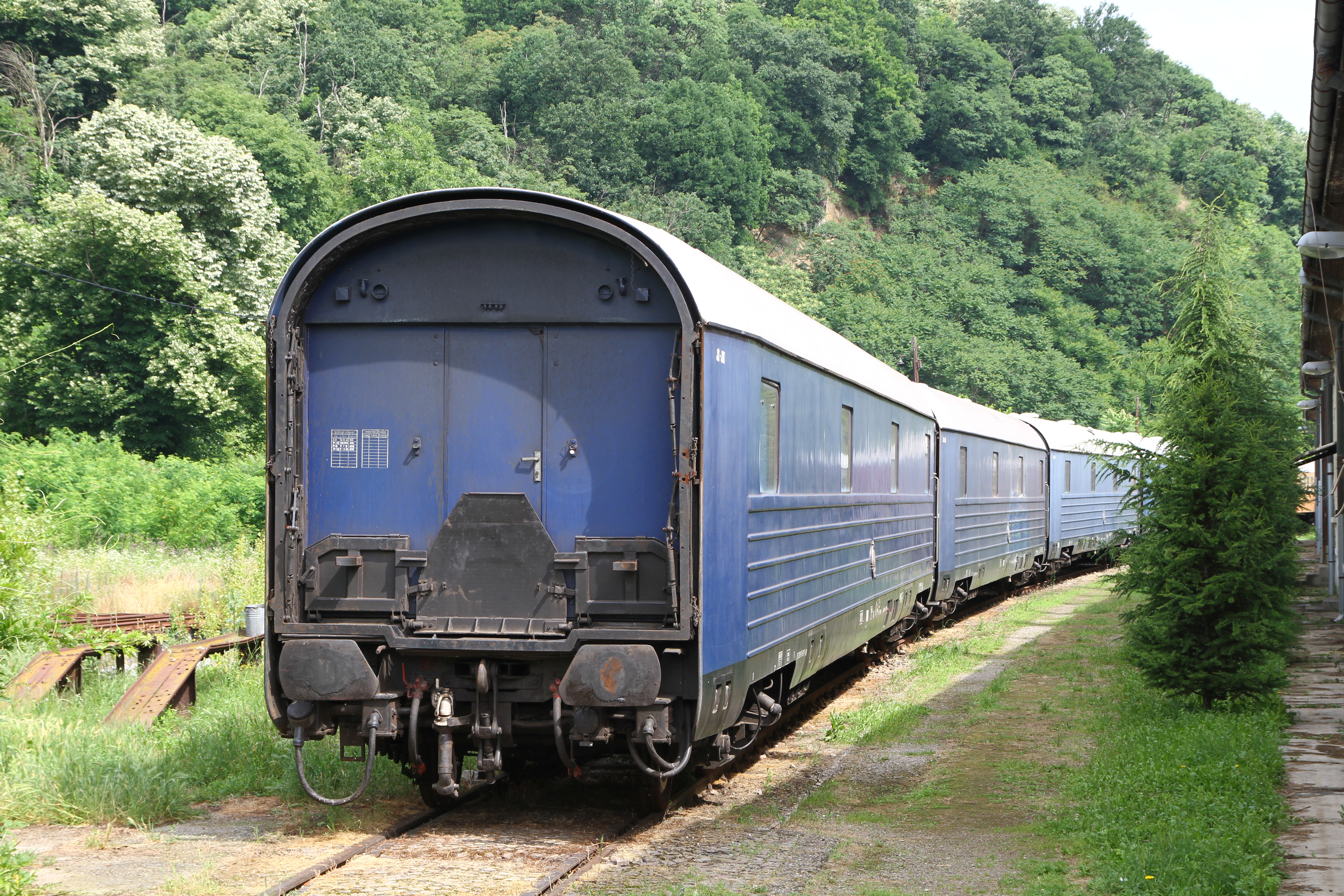
Unidades armazenadas no depósito Topčider em Belgrado